# Смешанная парная сборная США по кёрлингу на колясках
Смешанная парная сборная США по кёрлингу на колясках — смешанная национальная сборная команда (составленная из одного мужчины и одной женщины), представляет США на международных соревнованиях по кёрлингу на колясках. Управляющей организацией выступает Ассоциация кёрлинга США (англ. United States Curling Association).

## Результаты выступлений

### Чемпионаты мира
| Год  | Место | Игры | Победы | Поражения | Состав (женщина, мужчина, тренер)                                 |
| ---- | ----- | ---- | ------ | --------- | ----------------------------------------------------------------- |
| 2022 | 5     | 9    | 4      | 5         | Пэм Уилсон, Дэвид Самса, тренер: Пит Эннис                        |
| 2023 | 2     | 12   | 7      | 5         | Пэм Уилсон, Дэвид Самса, тренер: Джессика Шульц                   |
| 2024 | 5     | 7    | 6      | 1         | Батоюн Уранчимэг, Мэттью Тумс, тренеры: Пит Эннис, Джессика Шульц |
| 2025 | 9     | 6    | 4      | 2         | Лора Дуайер, Стивен Эмт, тренеры: Пит Эннис, Clare Moores         |

(данные отсюда:)